# استفانو کوگرا
استفانو کوگرا (انگلیسی: Stefano Cugurra؛ زادهٔ ۲۵ ژوئیهٔ ۱۹۷۴) بازیکن فوتبال اهل برزیل است.
از باشگاه‌هایی که در آن بازی کرده‌است می‌توان به باشگاه فوتبال سمپدوریا و باشگاه فوتبال آ.اس. رم اشاره کرد.